# Manœuvre vagale
Une manœuvre vagale est un geste permettant de stimuler le nerf vague, responsable du contrôle de nombreux viscères.
Une manœuvre vagale peut provoquer un malaise ou guérir une crise, comme dans la maladie de Bouveret.

## Principales manœuvres vagales
- le massage du sinus carotidien ;
- légère compression des globes oculaires ;
- la compression abdominale (pose d'un pantalon antichoc, par exemple) ;
- le réflexe nauséeux (mise en place d’un tube nasogastrique, par exemple) ;
- Manœuvre de Valsalva ;
- Immersion dans l'eau (diving reflex) ;
- Apnée ;
- déglutition rapide d'un verre d'eau froide ;
- Toucher (ou examen) rectal ;
- Toux ;
- Inspiration profonde ;
- Bâillement ;
- Cathétérisme intra-cardiaque ;
- Mise en position de Trendelenburg.

## Utilisation thérapeutique
Dans le cas de la tachycardie de Bouveret, le résultat peut être spectaculaire, obtenant la disparition des symptômes en quelques secondes.

## Dangers des manœuvres vagales

### Manœuvres vagales volontaires
La stimulation des différentes zones sensibles
- La compression oculaire est contre-indiquée chez les personnes ayant certaines anomalies oculaires (décollement de rétine, opération chirurgicale récente, glaucome)
- Le massage carotidien est contre-indiqué chez les personnes présentant de l'athérome (risque de thrombose ou d'embolie). On évite généralement cette manœuvre.

### Manœuvres vagales involontaires
- L'immersion en eau froide peut provoquer une perte de connaissance, pouvant être suivie de noyade (hydrocution)
- La poussée abdominale aux toilettes peut provoquer un ralentissement cardiaque provoquant une perte de connaissance